# Leyla Aliyeva
Leyla Aliyeva (aserbajdsjansk: Leyla Əliyeva; født 1986 i Baku) er en aserbajdsjansk tv-studievært. Den 22., 24. og 26. maj 2012 var hun vært for Eurovision Song Contest 2012 i Baku, Aserbajdsjan sammen med Eldar Qasımov og Nargiz Birk-Petersen.